# 1758 w literaturze
Wydarzenia literackie w 1758 roku.

## nowe książki

Jean-Jacques Rousseau

- Jean-Jacques Rousseau - List do d’Alemberta o widowiskach

## Urodzili się
- 31 stycznia – Magdalena Dobromila Rettigová, czeska kucharka i pisarka (zm. 1845)
- 3 lutego – Valentin Vodnik, słoweński poeta (zm. 1819)
- 10 września – Hannah Webster Foster, amerykańska pisarka (zm. 1840)
- 16 listopada – Peter Andreas Heiberg, duński pisarz (zm. 1841)